# Irving Fine
Irving Gifford Fine (3 de Dezembro de 1914 - 3 de Agosto de 1962) foi um compositor estadunidense. O trabalho de Irving é melhor assimilado como neo-classicista, romântico e se sérios elementos.

## Biografia
Fine nasceu em Boston, Massachusetts, onde ele estudou piano e formou-se pelas Universidades de Harvard como bacharel e mestre, onde ele foi aluno de Walter Piston. Fine estudou composição com Serge Koussevitzky, serviu como pianista para a Orquestra Sinfônica de Boston e estudou composição com Nadia Boulanger em Paris. De 1939 até 1950 ele lecionou teoria musical em Harvard e conduziu o Glee Club, tornando-se um associado de Leonard Bernstein, Igor Stravinsky e Aaron Copland. Em 1950 ele ensinou na Universidade Brandeis. Entre 1946 e 1957 ele também lecionou composição no Instituto Tanglewood.
Irving Fine morreu em Natick, Massachussets em Agosto de 1962 aos quarenta e sete anos.

## Trabalhos
- 1942 - Three Choruses from Alice in Wonderland (series one)
- 1944 - Choral New Yorker
- 1946 - Sonata for Violin and Piano
- 1947 - Music for Piano
- 1948 - Partita, Woodwind Quintet
- 1948 - Toccata Concertante
- 1949 - The Hour Glass (song cycle) for chorus
- 1951 - Notturno for Strings and Harp
- 1952 - String Quartet
- 1952 - Mutability (song cycle) for mezzo-soprano and piano
- 1953 - Alice in Wonderland (series two)
- 1954 - Childhood Fables for Grown-ups
- 1955 - Serious Song: Lament for String Orchestra
- 1956 - Fantasia for String Trio
- 1962 - Symphony
- 1962 - Romanza for Wind Quintet